# Zuidwest-Afrika
Zuidwest-Afrika (Afrikaans: Suidwes-Afrika) is de vroegere benaming van het huidige Namibië.
Van 1884 tot aan de Eerste Wereldoorlog was Namibië de Duitse kolonie Duits-Zuidwest-Afrika. In 1915 bezetten Zuid-Afrikaanse troepen de Duitse kolonie. 
Na de Eerste Wereldoorlog regeerde Zuid-Afrika op verzoek van de Volkenbond over Zuidwest-Afrika. Het mandaat werd op 27 oktober 1966 ingetrokken door de Algemene Vergadering van de Verenigde Naties met Resolutie 2145.
Kort voor 1990 trok Zuid-Afrika zijn politie en legermacht terug uit Namibië. Zodoende heeft de bevolking van Namibië tot 1990 geleefd onder het apartheidsregime.
Sinds 21 maart 1990 is Namibië onafhankelijk en zijn er vrije verkiezingen voor alle burgers. UNTAG (UN Transition Assistance Group), een vredesoperatie van de Verenigde Naties waaraan ook Nederlandse en Belgische politiemensen deelnamen, zag van 1989 tot maart 1990 toe op de vreedzame machtsoverdracht en eerlijke verkiezingen in Namibië.

## Lijst van regeringsleiders van Zuidwest-Afrika
| Persoon                                                              | periode                              | partij                               |
| Voorzitter van de Raad van Ministers                                 | Voorzitter van de Raad van Ministers | Voorzitter van de Raad van Ministers |
| -------------------------------------------------------------------- | ------------------------------------ | ------------------------------------ |
| Dirk Mudge                                                           | 1 juli 1980 - 18 januari 1983        | DTA                                  |
| Voorzitter van de Uitvoerende Raad                                   |                                      |                                      |
| Jan F. Greebe                                                        | 19 januari 1983 - 17 juni 1985       |                                      |
| Voorzitter van de Overgangsregering van Nationale Eenheid (roterend) |                                      |                                      |
| Dawid Bezuidenhout                                                   | 17 juni 1985 - 16 september 1985     | LP                                   |
| Hans Diergaardt                                                      | 17 september 1985 - 16 december 1985 | RFP                                  |
| Moses Katjikuru Katjiuongua                                          | 17 december 1985 - 16 maart 1986     | SWANU                                |
| Fanuel Jariretundu Kozonguizi                                        | 17 maart 1986 - 16 juni 1986         | DTA                                  |
| Andrew Matjila                                                       | 17 juni 1986 - 16 september 1986     | DTA                                  |
| Dirk Mudge                                                           | 17 september 1986 - 16 december 1986 | DTA                                  |
| Ebenezer van Zijl                                                    | 17 december 1986 - 31 januari 1987   | NPSWA                                |
| Andreas Shipanga                                                     | 1 februari 1987 - 30 april 1987      | SWAPO-D                              |
| Dawid Bezuidenhout                                                   | 1 mei 1987 - 31 juli 1987            | LP                                   |
| Jan de Wet                                                           | 1 augustus 1987 - 17 januari 1988    | NPSWA                                |
| Moses Katjikuru Katjiuongua                                          | 18 januari 1988 - 17 april 1988      | SWANU                                |
| Andrew Matjila                                                       | 18 april 1988 - 17 juli 1988         | DTA                                  |
| Dirk Mudge                                                           | 18 juli 1988 - 17 oktober 1988       | DTA                                  |
| Andreas Shipanga                                                     | 18 oktober 1988 - december 1988      | SWAPO-D                              |
| Andrew Matjila                                                       | december 1988 - januari 1989         | DTA                                  |
| Harry Booysen                                                        | januari 1989 - 28 februari 1989      | LP                                   |
| Vacant                                                               | 28 februari 1989 - 21 maart 1990     |                                      |

## Voorzitters van het Uitvoerende Comité
Deze functie kan bezien worden als de lokale premier.
| Blanken                     | Blanken     | Blanken |
| Persoon                     | periode     | partij  |
| --------------------------- | ----------- | ------- |
| Abraham Herman du Plessis   | 1977 - 1980 | NPSWA   |
| Kosie Pretorius             | 1980 - 1988 | NPSWA   |
| Jan de Wet                  | 1988 - 1989 | NPSWA   |
| Kleurlingen                 |             |         |
| Leonard J. Barnes           | 1980 - 1984 | LP      |
| Dawid Bezuidenhout          | 1984 - 1985 | LP      |
| Willem A.A. Phillips        | 1985 - 1988 | LP      |
| Raymond Reginald Diergaardt | 1988 - 1989 | LP      |